# Copa da UEFA de 1987–88
A Copa da UEFA de 1987–88 foi a décima sétima edição da Copa da UEFA, vencida pelo Bayer Leverkusen da Alemanha em vitória sobre o RCD Espanyol nos pênaltis por 3-2 (os dois outros jogos acabaram 3-0 para cada time). A maior goleada da competição foi registrada quando o Club Brugge venceu o Borussia Dortmund por 5-0.

## Primeira fase
| Equipe 1                 | Total  | Equipe 2               | 1.º jogo     | 2.º jogo     |
| ------------------------ | ------ | ---------------------- | ------------ | ------------ |
| Beşiktaş                 | 1–3    | Internazionale         | 0–0 (Report) | 1–3 (Report) |
| Bohemian F.C.            | 0–1    | Aberdeen F.C.          | 0–0 (Report) | 0–1 (Report) |
| Borussia Monchengladbach | 1–5    | Espanyol               | 0–1 (Report) | 1–4 (Report) |
| Brøndby IF               | 2–1    | IFK Göteborg           | 2–1 (Report) | 0–0 (Report) |
| Budapest Honved SE       | 1–0    | KSC Lokeren            | 1–0 (Report) | 0–0 (Report) |
| Celtic F.C.              | 2–3    | Borussia Dortmund      | 2–1 (Report) | 0–2 (Report) |
| Coleraine F.C.           | 1–4    | Dundee United          | 0–1 (Report) | 1–3 (Report) |
| EPA Larnaca FC           | 0–4    | Victoria Bucureşti     | 0–1 (Report) | 0–3 (Report) |
| FC Barcelona             | 2–1    | Belenenses             | 2–0 (Report) | 0–1 (Report) |
| Wismut Aue               | (a)1–1 | Valur                  | 0–0 (Report) | 1–1 (Report) |
| FC Spartak Moscow        | 3–1    | Dynamo Dresden         | 3–0 (Report) | 0–1 (Report) |
| FC Universitatea Craiova | 4–4(a) | Desportivo de Chaves   | 3–2 (Report) | 1–2 (Report) |
| TJ Vitkovice             | 3–1    | AIK                    | 1–1 (Report) | 2–0 (Report) |
| FC Zenit Leningrad       | 2–5    | Club Brugge            | 2–0 (Report) | 0–5 (Report) |
| Feyenoord Rotterdam      | 10–2   | CA Spora Luxembourg    | 5–0 (Report) | 5–2 (Report) |
| FK Austria Wien          | 1–5    | Bayer Leverkusen       | 0–0 (Report) | 1–5 (Report) |
| Grasshopper Club         | 0–5    | FC Dynamo Moscow       | 0–4 (Report) | 0–1 (Report) |
| K.S.K. Beveren           | 2–1    | FC Bohemian F.C. Praha | 2–0 (Report) | 0–1 (Report) |
| KS Flamurtari            | 3–2    | FK Partizan            | 2–0 (Report) | 1–2 (Report) |
| LASK Linz                | 0–2    | Utrecht                | 0–0 (Report) | 0–2 (Report) |
| Mjøndalen IF             | 1–5    | Werder Bremen          | 0–5 (Report) | 1–0 (Report) |
| Panathinaikos            | 4–3    | AJ Auxerre             | 2–0 (Report) | 2–3 (Report) |
| PFC Lokomotiv Sofia      | 3–4    | FC Dinamo Tbilisi      | 3–1 (Report) | 0–3 (Report) |
| Pogoń Szczecin           | 2–4    | Verona                 | 1–1 (Report) | 1–3 (Report) |
| Red Star Belgrade        | 5–2    | Botev Plovdiv          | 3–0 (Report) | 2–2 (Report) |
| Sporting Gijón           | 1–3    | Milan                  | 1–0 (Report) | 0–3 (Report) |
| Sportul Studenţesc       | 3–1    | GKS Katowice           | 1–0 (Report) | 2–1 (Report) |
| Tatabányai Bányász       | 1–2    | Vitoria SC             | 1–1 (Report) | 0–1 (Report) |
| Toulouse FC              | 6–1    | Panionios NFC          | 5–1 (Report) | 1–0 (Report) |
| TPS                      | 2–1    | FC Admira/Wacker       | 0–1 (Report) | 2–0 (Report) |
| Valletta                 | 0–7    | Juventus               | 0–4 (Report) | 0–3 (Report) |
| Velez                    | 5–3    | FC Sion                | 5–0 (Report) | 0–3 (Report) |

## Segunda fase
| Equipe 1             | Total  | Equipe 2            | 1.º jogo     | 2.º jogo          |
| -------------------- | ------ | ------------------- | ------------ | ----------------- |
| Milan                | 0–2    | Espanyol            | 0–2 (Report) | 0–0 (Report)      |
| Aberdeen F.C.        | 2–2(a) | Feyenoord Rotterdam | 2–1 (Report) | 0–1 (Report)      |
| Borussia Dortmund    | 3–2    | Velez               | 2–0 (Report) | 1–2 (Report)      |
| Brøndby IF           | 3–3(p) | Sportul Studenţesc  | 3–0 (Report) | 0–3 (Report)      |
| Desportivo de Chaves | 2–5    | Budapest Honved FC  | 1–2 (Report) | 1–3 (Report)      |
| Dundee United        | 2–3    | TJ Vitkovice        | 1–2 (Report) | 1–1 (Report)      |
| Utrecht              | 2–3    | Verona              | 1–1 (Report) | 1–2 (Report)      |
| FC Barcelona         | 2–0    | FC Dynamo Moscow    | 2–0 (Report) | 0–0 (Report)      |
| Wismut Aue           | 1–2    | KS Flamurtari       | 1–0 (Report) | 0–2 (Report)      |
| FC Spartak Moscow    | 6–7    | Werder Bremen       | 4–1 (Report) | 2–6(aet) (Report) |
| Internazionale       | 2–1    | TPS                 | 0–1 (Report) | 2–0 (Report)      |
| Panathinaikos        | (a)3–3 | Juventus            | 1–0 (Report) | 2–3 (Report)      |
| Red Star Belgrade    | 3–5    | Club Brugge         | 3–1 (Report) | 0–4 (Report)      |
| Toulouse FC          | 1–2    | Bayer Leverkusen    | 1–1 (Report) | 0–1 (Report)      |
| Victoria Bucureşti   | 1–2    | FC Dinamo Tbilisi   | 1–2 (Report) | 0–0 (Report)      |
| Vitoria SC           | (p)1-1 | K.S.K. Beveren      | 1–0 (Report) | 0–1 (Report)      |

## Terceira fase
| Equipe 1            | Total  | Equipe 2           | 1.º jogo     | 2.º jogo          |
| ------------------- | ------ | ------------------ | ------------ | ----------------- |
| Borussia Dortmund   | 3–5    | Club Brugge        | 3–0 (Report) | 0–5(aet) (Report) |
| Budapest Honved FC  | 6–7    | Panathinaikos      | 5–2 (Report) | 1–5 (Report)      |
| FC Barcelona        | 4–2    | KS Flamurtari      | 4–1 (Report) | 0–1 (Report)      |
| Feyenoord Rotterdam | 2–3    | Bayer Leverkusen   | 2–2 (Report) | 0–1 (Report)      |
| Verona              | 4–1    | Sportul Studenţesc | 3–1 (Report) | 1–0 (Report)      |
| Internazionale      | 1–2    | Espanyol           | 1–1 (Report) | 0–1 (Report)      |
| Vitoria SC          | 2–2(p) | TJ Vitkovice       | 2–0 (Report) | 0–2 (Report)      |
| Werder Bremen       | 3–2    | FC Dinamo Tbilisi  | 2–1 (Report) | 1–1 (Report)      |

## Quartas-de-final
| Equipe 1         | Total | Equipe 2      | 1.º jogo     | 2.º jogo     |
| ---------------- | ----- | ------------- | ------------ | ------------ |
| Bayer Leverkusen | 1–0   | FC Barcelona  | 0–0 (Report) | 1–0 (Report) |
| Verona           | 1–2   | Werder Bremen | 0–1 (Report) | 1–1 (Report) |
| Panathinaikos    | 2–3   | Club Brugge   | 2–2 (Report) | 0–1 (Report) |
| Espanyol         | 2–0   | TJ Vitkovice  | 2–0 (Report) | 0–0 (Report) |

## Semifinais
| Equipe 1         | Total | Equipe 2      | 1.º jogo     | 2.º jogo          |
| ---------------- | ----- | ------------- | ------------ | ----------------- |
| Bayer Leverkusen | 1–0   | Werder Bremen | 1–0 (Report) | 0–0 (Report)      |
| Club Brugge      | 2–3   | Espanyol      | 2–0 (Report) | 0–3(aet) (Report) |

## Final
| Equipe 1 | Total                | Equipe 2         | 1.º jogo     | 2.º jogo     |
| -------- | -------------------- | ---------------- | ------------ | ------------ |
| Espanyol | 3–3 (2–3) (pênaltis) | Bayer Leverkusen | 3–0 (Report) | 0–3 (Report) |